# Смочево
Смочѐво е село в Западна България. То се намира в община Рила, област Кюстендил.

## География
Село Смочево се намира в планински район. Климатът е преходно-континентален. Селото е на около 86 км път от София, на около 48 км от Кюстендил, на около 26 км от Дупница и на около 5 км от Рила.

## Население
Численост и дял на етническите групи според преброяването на населението през 2011 г.:
|                     | Численост | Дял (в %) |
| Общо                | 220       | 100,00    |
| Българи             | 216       | 98,18     |
| Турци               | 0         | 0,00      |
| Цигани              | 0         | 0,00      |
| Други               | 0         | 0,00      |
| Не се самоопределят | 0         | 0,00      |
| Неотговорили        | 3         | 1,36      |

## Културни и природни забележителности

### Църкви и параклиси
- Църква „Св. Пророк Илия“

- В Смочево се намира и параклисът „Св. Никола Летни“.

- Параклисът изглед отвън
- Параклисът изглед от двора
- Интериор на параклиса

### Археологически находки
- В регионалния исторически музей „Акад. Йордан Иванов“-Кюстендил се съхраняват монети на Персей (179-168 г. пр. Хр.), съкровище от с. Смочево.

## Традиции, обичаи, фолклор

### Традиционни поминъци
В близкото минало е широко разпространено: винарство-домашно производство на вино; ракиджийство-домашно производство на гроздова, сливова ракия, производство на млечни продукти;

### Културни прояви
- „Трифон Зарезан“-14.02 зарязване на лозята
- Селищен ВеликДенски събор
- Селищен събор „Илинден“ 20.07

### Фолклор
Група за автентичен фолклор, с. Смочево

## Личности

### Родени в Смочево
- Теменужка Павлевчева (1924 – 1992), Кмет на Дупница